# 阎士选
閻士選（1550年—1615年），字儁甫，號立吾（立宇），陝西綏德州人，寄籍直隸江都縣。明朝政治人物。

## 生平
萬曆七年（1579年）己卯科应天府乡试第五名舉人，八年（1580年）庚辰科会试第四名，三甲第三十五名進士，工部觀政，本年授蕲水县知县，因不附张居正而阨抑十年，萬曆十五年（1587年）始擢升南京刑部主事。十七年升任员外、郎中，二十一年降为江西理问。二十三年升南京大理寺评事，二十六年升左寺正，二十七年升南京户部郎中，二十八年出任福建邵武府知府，三十年丁憂归乡。三十二年起补萊州府知府。三十五年四月，升山东海防道副使，驻登莱。三十八年三月升山西右参政兼佥事，备兵雁门，平定巨寇柳廷瓒。四十二年加升山西右布政使，四十三年卒，年六十六。

## 事跡
閻士選在萊州擔任知府期間，曾採集蘇軾在膠西詩文刊刻成書，名為《東坡守膠西集》，共四卷。
山西長城的白草关尚存一座关楼和—座关便门。关楼西侧门额上嵌有石匾，匾头题“万历四十二年秋吉，巡抚山西都御史吴仁度”，匾尾署“整饬雁平兵备道右布政使阎士选立。”北侧门额亦有“容民畜众”石匾，匾头题“万历甲寅秋”，匾尾署“布政使阎士选立”。
蓬萊閣有石，在天后宮門西，傳說得于海島，一說乃高句骊石，兵部主事梁之垣得自朝鲜。阎士选筑台供之，并建松石亭。今亭、石皆无存。

## 著作
- 《海上七真人传》

## 家族
曾祖阎琮，主簿。祖阎金，典宝。父阎惠，照磨，封知县。